# Micpe Šalem
Micpe Šalem (hebrejsky מִצְפֵּה שָׁלֵם, doslova „Šalemova vyhlídka“, podle izraelského geografa Natana Šalema - 1897–1959 - který přispěl k vědeckému poznání této oblasti, v oficiálním přepisu do angličtiny Mizpe Shalem, přepisováno též Mitzpe Shalem) je vesnice typu kibuc a izraelská osada na Západním břehu Jordánu v distriktu Judea a Samaří a v Oblastní radě Megilot.

## Geografie
Nachází se ve výšce 250 metrů pod úrovní moře, na svazích hor klesajících z Judské pouště k západnímu břehu Mrtvého moře, cca 32 kilometrů jihojihozápadně od města Jericho, cca 27 kilometrů jihovýchodně od historického jádra Jeruzalému a cca 80 kilometrů jihovýchodně od centra Tel Avivu. Micpe Šalem je na dopravní síť Západního břehu Jordánu napojen pomocí silnice číslo 90 (takzvaná Gándhího silnice - hlavní severojižní spojnice v Jordánském údolí).
Kibuc se nachází v řídce osídlené oblasti podél západního břehu Mrtvého moře, ve které dominují výlučně drobná izraelská sídla, bez trvalé demografické přitomnosti Palestinců.

## Dějiny

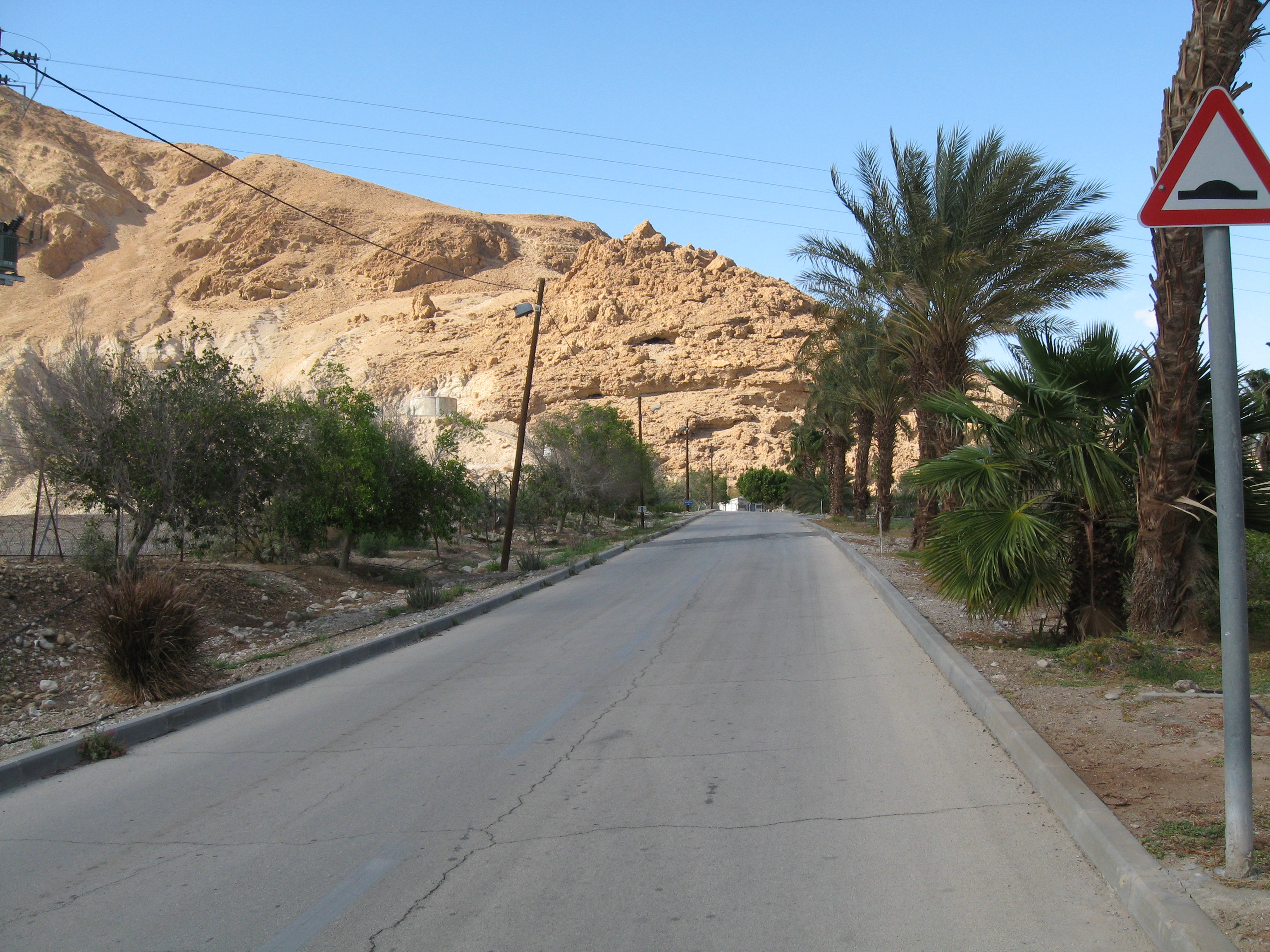
pohled na Micpe Šalem, únor 2009

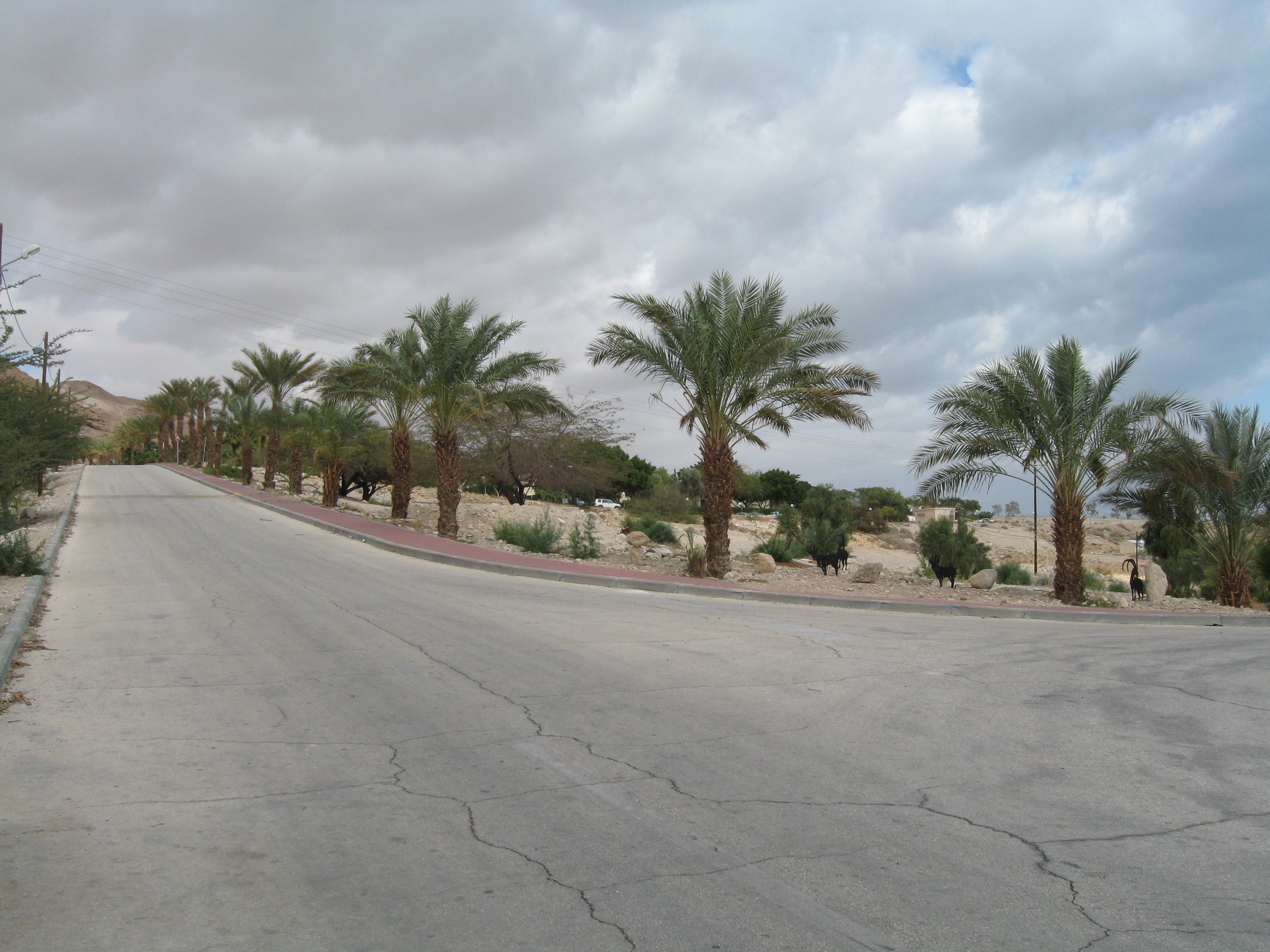
vjezd do Micpe Šalem, únor 2009

Vesnice byla založena roku 1971. Už 5. května 1970 rozhodla izraelská vláda, že na tomto místě zřídí osadu typu nachal (tedy kombinaci vojenského a civilního osídlení). K tomu došlo v září 1971. Členové osady měli provádět výzkum terénu a možností pro zřízení trvalého sídla. Už 23. května 1971 vláda odsouhlasila výhledovou proměnu této zárodečné osady na ryze civilní sídlo. K tomu ale došlo až o pár let později, v lednu 1977. 19. dubna 1977 izraelská vláda schválila výstavbu osady Micpe Šalem.
V obci funguje zařízení předškolní péče o děti a zdravotnické středisko. Místní ekonomika je tvořena zemědělstvím (například palmové háje) a turistikou (pláž na břehu Mrtvého moře). V osadě má jedno z center kosmetická firma Ahava.
Počátkem 21. století nebyl Micpe Šalem zahrnut do projektu Izraelské bezpečnostní bariéry. Ta do svých hranic začlenila pouze západněji položené izraelské osady v bloku okolo města Ma'ale Adumim. Podle stavu k roku 2008 ale nebyla tato bariéra ještě zbudována a ani její trasa v tomto úseku nebyla stanovena. Budoucí existence vesnice závisí na parametrech případné mírové smlouvy mezi Izraelem a Palestinci.

## Demografie
Obyvatelstvo Micpe Šalem je v databázi rady Ješa popisováno jako sekulární. Podle údajů z roku 2014 tvořili naprostou většinu obyvatel Židé (včetně statistické kategorie "ostatní", která zahrnuje nearabské obyvatele židovského původu ale bez formální příslušnosti k židovskému náboženství).
Jde o menší obec vesnického typu, jehož populace stagnuje a od počátku 21. století dokonce poklesla. K 31. prosinci 2014 zde žilo 171 lidí. Během roku 2014 registrovaná populace klesla o 1,2 %.
| Rok            | 1983 | 1994 | 1995 | 1996 | 1997 | 1998 | 1999 | 2000 | 2001 | 2002 | 2003 | 2004 | 2005 | 2006 | 2007 | 2008 | 2009 | 2010 | 2011 | 2012 | 2013 | 2014 |
| -------------- | ---- | ---- | ---- | ---- | ---- | ---- | ---- | ---- | ---- | ---- | ---- | ---- | ---- | ---- | ---- | ---- | ---- | ---- | ---- | ---- | ---- | ---- |
| Počet obyvatel | 70   | 200  | 208  | 193  | 201  | 207  | 208  | 210  | 207  | 191  | 193  | 192  | 180  | 169  | 171  | 172  | 164  | 166  | 165  | 173  | 173  | 171  |